# The Vibe
The Vibe – studyjny album zespołu Lexington Bridge wydany przez wytwórni płytową Universal w 2007 roku.

## Lista utworów
1. "Real Man"
2. "Your Forgiveness"
3. "Kick Back"
4. "Hook Up"
5. "Tear It Up"
6. "Alisha"
7. "You Are My Everything"
8. "Everything I Am"
9. "Other Girls"
10. "I Just Can't Hate You"
11. "Call Me"
12. "Go on and Go"
13. "Vibrate"